# 眞南風按司 (蘭室)
尚豊王夫人・眞南風按司（まふぇーあじ、1590年（萬暦20年） - 1658年（順治15年）4月4日）は琉球王国の第二尚氏王統の国王夫人、尚豊王の側室。童名は乙美金。號は蘭室。

## 人物概要
泊里主宗重を元祖とする呉氏大宗家（呉氏我那覇家）五世幸地親方宗廣の長女。崇禎3年（1630年）、父が三司管座敷に叙せられた翌年の1631年、尚豊王夫人となった。その時点で既に高齢であったためか、尚豊王との間に子供ができなかった。そのため、向氏嘉味田殿内の分家筋、屋良按司朝久次男の新田親雲上（冨茂昌・後の新田親方）を猶子として自分の家督を継がせた。最終的には、王府の命により幸地親雲上宗冨（真南風按司の弟）が姉である真南風按司の跡目となり、新田親方がその猶子となった。
真南風按司を立ち口とした家（現仲地家）は17世紀末に系図座が設けられた際に呉姓を賜る。墓は那覇市真嘉比、位牌は仲地家（現鳥堀）に安置。

## 家族表
- 祖父：呉天澤・我那覇親方宗昌（呉氏我那覇殿内四世）
- 祖母：封氏我那覇親方助元の娘・乙益美
  - 父：呉國卿・幸地親方宗廣（呉氏我那覇殿内三世）
  - 母：思乙（安谷屋女、号は梅室）
    - 兄（長男）：呉郡尹・我那覇親雲上宗知（1589～1651年）（室は敖氏嶋尻中城親雲上将兼女思乙金）
    - 妹（次女）：眞鶴（萬暦二十三年生まれ、解氏本部里之子親雲上宗常に嫁す）
    - 妹（三女）：眞牛（萬暦二十五年〜康煕十六年）
    - 妹（四女）：乙益金（萬暦二十五年生まれ、兪氏幸地東風平親雲上重昌に嫁す）
    - 弟（次男）：呉明倫・幸地親雲上宗冨（継出・姉である真南風按司の跡目）

- 猶子：幸地親雲上宗冨